# Vårdinge folkhögskola

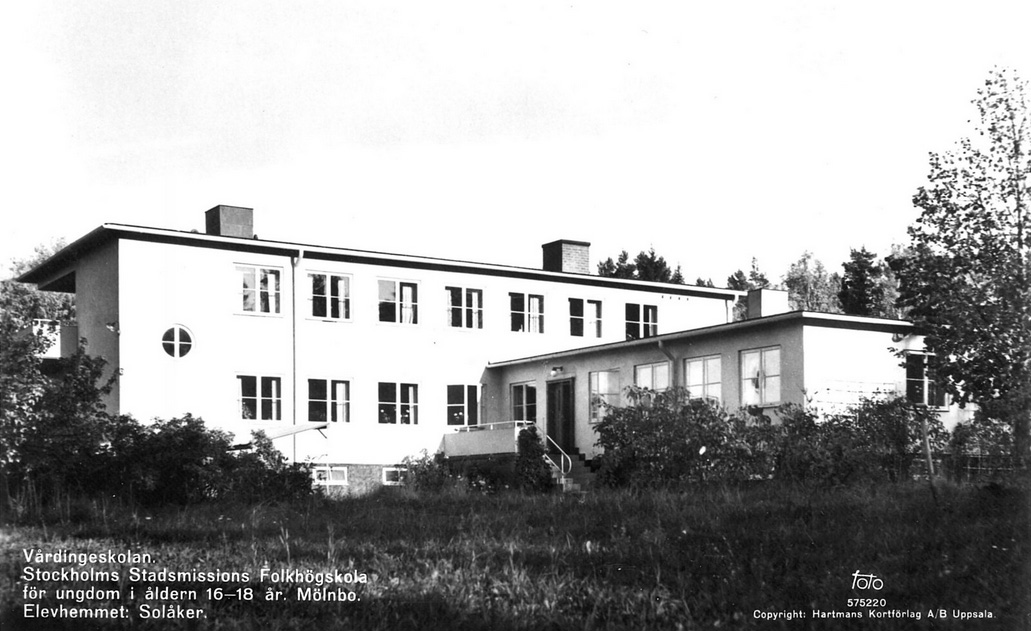
Solåkers elevhem vid skolan

Vårdinge folkhögskola ligger vid Långsjön i Vårdinge socken söder om Mölnbo i Södertälje kommun. Skolan har ungefär 180 elever och fokus ligger på konst, konsthantverk, mathantverk och ekologisk odling. Skolan har internat för omkring 60 kursdeltagare. Huvudman för folkhögskolan är Föreningen Vårdinge by folkhögskola.

## Historik
På platsen har det funnits folkhögskola  för ungdomar ifrån 16 år ända sedan 1950-talet i Stadsmissionens regi. I början på 1900-talet var lokalerna även hem för unga kvinnor som stod utan möjlighet att försörja sig på egen hand. Stadsmissionens folkhögskola lade ner sin verksamhet på Vårdinge 1991 och flyttade till Gröndal i Stockholm.. 1994 startades Vårdinge by folkhögskola, en ny föreningsdriven folkhögskola, med inriktning på konst och hantverk. Tio år senare startade utbildningen Ekologisk odling trädgård och hantverk. Folkhögskolan bytte år 2020 namn till Vårdinge folkhögskola

## Utbildningar
- Konst & Hantverk
- Trähantverk
- Keramik
- Måleri och Skulptur -konstutbildning
- Ekovegetariskt kök
- Ekologisk odling Trädgård och hantverk
- Allmän kurs Konst & Hantverk
- Allmän kurs Konst
- Allmän kurs Keramik
- Allmän kurs Trähantverk
- Allmän kurs Ekologisk odling
- Allmän kurs Ekovegetariskt kök
- Ekologisk odling distansutbildning
- Allmän kurs distansutbildning
- Ekovegetariskt kök distans
- Allmän kurs distans Ekovegetariskt kök
- Allmän kurs distans örtträdgårdsdesign
- Barnskötarkurs med inriktning waldorfförskola
- Ekologisk biodling